# جبل قتروي
جبل قتروي يقع غرب بارق جنوب المملكة العربية السعودية، ويبلغ ارتفاعه حوالي 1100 متر فوق سطح البحر، وهو من المعالم الرئيسية لمحافظة  بارق الهادئة . ومما يميز الجبل عوضا عن ارتفاعه الشاهق هو قمته المسطحة والتي تزخر بغطاء نباتي كثيف، بالإضافة إلى مساحات زراعية واسعة في قمته حيث يمتد شعيب خصب و متسع نسبياً السكان يستصلحونه فيما مضى لغرض الزراعة، بالإضافة إلى كون الجبل مثال للتنوع البيئي حيث يعيش فيه أنواع  من الحيوانات المفترسة إلى يومنا هذا كالنمر العربي والضباع واعداد كبيره من قردة البابون بالإضافة إلى الوبر وأنواع مختلفة من الطيور.